# DN1T
De DN1T (Drum Național 1T of Nationale weg 1T) is een weg in Roemenië. Hij loopt van de DN1/DN7 ten westen van Sibiu naar de A1. De weg is 3,6 kilometer lang. 

## DJ106B
Tot 2010 was de DN1T onderdeel van de DJ106B. Door de aanleg van de ringweg van Sibiu was, zolang de A1 nog niet voltooid is, een verbinding nodig tussen de A1 en DN1/DN7. Daarom is dit deel van de DJ106B omgenummerd tot nationale weg. 